# Igor Korobov
Pour les articles homonymes, voir Korobov.
Igor Valentinovitch Korobov, né le 3 août 1956 à Viazma (RSFSR, URSS) et mort 21 novembre 2018 à Moscou (Russie), est un colonel général soviétique puis russe.
Il est le chef du renseignement militaire russe, à la tête de la direction générale des renseignements (GRU) de l’État-Major des Forces Armées de la fédération de Russie de 2016 à 2018.

## Biographie
En 1977, Igor Korobov sort diplômé avec mention de l'École supérieure d'aviation militaire pour pilotes et navigateurs de Stavropol, district militaire du Caucase du Nord, comme officier des forces aériennes soviétiques. De 1977 à 1985, il sert dans la défense aérienne dans la ville portuaire d'Arkhangelsk.
Il rejoint le renseignement militaire en 1985.
Il est nommé en janvier 2016 par le président Vladimir Poutine à la tête de la Direction du renseignement militaire à la suite du décès soudain d'Igor Sergun le 1er janvier 2016 ou 30 décembre 2015 selon l’agence américaine de renseignement STRATFOR.
Sa tâche principale serait de lutter contre les groupes terroristes et militants en Syrie et leur retour en Russie.
Le 29 décembre 2016, Igor Korobov est l'un des individus sanctionnés par le département du Trésor des États-Unis pour « activités malveillantes par Internet » menaçant la sécurité nationale des États-Unis et ses avoirs financiers sont gelés,.
Néanmoins, il se rend en visite officielle aux États-Unis, avec les responsables d’autres agences de renseignement russe (FSB et SVR) de Russie en février 2018 pour y  rencontrer le renseignement américain,.
En septembre 2018, Igor Korobov est mis sur la liste noire des États-Unis avec lesquels toute transaction en matière d’armement est interdite.
Il décède le 21 novembre 2018, « des suites d'une longue maladie », selon des sources du ministère russe de la Défense citées par des organismes publics.
Son remplaçant par intérim est le vice-amiral, ancien officier de marine Igor Kostioukov, son premier adjoint,.